# 杏林村駅
杏林村駅（きょうりんそんえき、閩南語:Hīng-nâ-chhng tsām）は、中華人民共和国福建省廈門市集美区杏錦路と中宛路の交差点にある、廈門軌道交通1号線の駅である。

## 歴史
- 2017年12月31日1号線の駅として開業。

## 駅構造

### のりば
| 番線 | 路線              | 方面                                | 行先        |
| ---- | ----------------- | ----------------------------------- | ----------- |
|      | 廈門軌道交通1号線 | 杏錦路・官任・天水路・廈門北駅 方面 | 岩内 行き   |
|      | 廈門軌道交通1号線 | 文竈・将軍祠・中山公園・鎮海路 方面 | 鎮海路 行き |

## 隣の駅
廈門軌道交通
■1号線
園博苑駅 - 杏林村駅 - 杏錦路駅